# Аметриты
Аметри́ты (лат. ametritæ от др.-греч. ἀ-μέτρητος — «неизмеримый, безмерный») — еретики конца IV — начала V века, описанные Филастрием в книге «Liber de Haeresibus» и Августином в книге «De Haeresibus ad Quodvultdeum Liber Unus»; у первого автора это 115 ересь, у второго автора  это 77 ересь. У Филастрия и Августина эти еретики без названия; название этой ереси, употреблено безымянным автором трактата «Предестинат» (лат. «Praedestinatus»). Аметриты следовали учению, согласно которому Бог создал не один мир, а существует бесконечное и бесчисленное множество миров. О численности аметритов Филастрий, Августин и автор «Предестината» ничего не сообщают.